# Liste der Kulturdenkmale in Koldenbüttel
In der Liste der Kulturdenkmale in Koldenbüttel sind alle Kulturdenkmale der schleswig-holsteinischen Gemeinde Koldenbüttel (Kreis Nordfriesland) und ihrer Ortsteile aufgelistet (Stand: 10. März 2025).

## Legende
In den Spalten befinden sich folgende Informationen:
- Objekt-ID: die Nummer des Kulturdenkmales
- Lage: die Adresse des Kulturdenkmales und die geographischen Koordinaten. Kartenansicht, um Koordinaten zu setzen. In der Kartenansicht sind Kulturdenkmale ohne Koordinaten mit einem roten Marker dargestellt und können in der Karte gesetzt werden. Kulturdenkmale ohne Bild sind mit einem blauen Marker gekennzeichnet, Kulturdenkmale mit Bild mit einem grünen Marker.
- Offizielle Bezeichnung: Bezeichnung des Kulturdenkmales
- Beschreibung: die Beschreibung des Kulturdenkmales
- Bild: ein Bild des Kulturdenkmales

## Sachgesamtheiten
| Objekt-ID      | Lage                                                  | Offizielle Bezeichnung | Beschreibung | Bild                             |
| -------------- | ----------------------------------------------------- | ---------------------- | --- | -------------------------------- |
| 40622 Wikidata | Dorfstraße 14, Dorfstraße (54° 23′ 15″ N, 9° 4′ 1″ O) | Kirche St. Leonhard    | Aktualisierung vorgesehen - Begründung: geschichtlich, künstlerisch, städtebaulich, Kulturlandschaft prägend - Schutzumfang: Kirche St. Leonhard mit Ausstattung, Glockenhaus, Kirchhof, Grabmale bis 1870 (Dorfstraße); Pastorat (Dorfstraße 14) | weitere Fotos \| Fotos hochladen |
| 39365 Wikidata | Riesbülldeich 1 (54° 23′ 57″ N, 9° 2′ 36″ O)          | Haubarg Riesbüllhof    | Sachgesamtheit Haubarg Riesbüllhof; im Kern 18. Jh., 1858 Wiederaufbau nach Brand und Wohnhaus-Neubau; Haubarg, eingeschossiger Walmdachbau mit südöstlich angesetztem Wohnteil, Einfahrten mit Giebelzwerchhäusern, Eingang mit Backengiebel und Ädikulaportal, Ziegelfassade; im Inneren historische Struktur und freistehender Vierkant; Warft mit Baumkranz und Graben - Begründung: geschichtlich, Kulturlandschaft prägend - Schutzumfang: Haubarg Riesbüllhof, Warft, Graben | BW                               |
| 47533 Wikidata | Ziegeleiweg 2 (54° 23′ 7″ N, 9° 2′ 43″ O)             | Staatshof              | Sachgesamtheit: Staatshof; 19. Jh.; Hofanlage auf einer Warft mit Wohnhaus (nach 1841), Stallscheune (nach 1841) und Gartenpavillon (A. 19. Jh.) - Begründung: geschichtlich, Kulturlandschaft prägend - Schutzumfang: Wohnhaus, Stallscheune, Gartenpavillon | BW                               |

## Bauliche Anlagen
| Objekt-ID      | Lage                                               | Offizielle Bezeichnung              | Beschreibung | Bild                             |
| -------------- | -------------------------------------------------- | ----------------------------------- | --- | -------------------------------- |
| 3306 Wikidata  | Achter de Kark 4 (54° 23′ 13″ N, 9° 3′ 58″ O)      | Geesthardenhaus                     | Alteintragung (Aktualisierung vorgesehen) - Begründung: Alteintragung (Aktualisierung vorgesehen) - Schutzumfang: Alteintragung (Aktualisierung vorgesehen) - Denkmaltyp: Bauliche Anlage | BW                               |
| 2198 Wikidata  | An der Kreisstraße 22 (54° 23′ 48″ N, 9° 8′ 18″ O) | Grenzstein „Bischofstein“           | Alteintragung (Aktualisierung vorgesehen) - Begründung: Alteintragung (Aktualisierung vorgesehen) - Schutzumfang: Alteintragung (Aktualisierung vorgesehen) - Denkmaltyp: Bauliche Anlage | Fotos hochladen                  |
| 2024 Wikidata  | Dorfstraße 14 (54° 23′ 3″ N, 9° 3′ 58″ O)          | Pastorat                            | Das eingeschossige Gebäude wurde 1614 erbaut. Es ist ein Backsteinbau, das Dach ist reetgedeckt. Alteintragung (Aktualisierung vorgesehen) - Begründung: geschichtlich, städtebaulich - Schutzumfang: Alteintragung (Aktualisierung vorgesehen) - Denkmaltyp: Bauliche Anlage, Sachgesamtheit: Kirche St. Leonhard | BW                               |
| 1655           | Dorfstraße 19 (54° 23′ 11″ N, 9° 4′ 1″ O)          | Wohnhaus                            | Wohnhaus; 1902; eingeschossiger Backsteinbau mit Drempel und Satteldach, zweigeschossiger Mittelrisalit mit Eingang, kräftige Putzgliederung - Begründung: geschichtlich, städtebaulich - Schutzumfang: gesamtes Objekt - Denkmaltyp: Bauliche Anlage | BW                               |
| 4274           | Dorfstraße 25 (54° 23′ 13″ N, 9° 4′ 2″ O)          | Kate                                | Kate; 19. Jh.; eingeschossiger, traufständiger Backsteinbau unter reetgedecktem Schopfwalmdach, Südseite mit Zwerchhaus über dem Eingang in der Mittelachse, westliche Giebelseite mit Heuluke - Begründung: geschichtlich, Kulturlandschaft prägend - Schutzumfang: gesamtes Objekt - Denkmaltyp: Bauliche Anlage | BW                               |
| 2662 Wikidata  | Dorfstraße (54° 23′ 16″ N, 9° 4′ 1″ O)             | Kirche St. Leonhard mit Ausstattung | Die evangelische Kirche wurde im 13. Jahrhundert erbaut. Der Dachreiter stammt aus dem Jahr 1826. Im Inneren ein Altar aus dem letzten Viertel des 15. Jahrhunderts. Alteintragung (Aktualisierung vorgesehen) - Begründung: geschichtlich, künstlerisch, städtebaulich - Schutzumfang: Kirche St. Leonhard mit Ausstattung, Glockenhaus - Denkmaltyp: Bauliche Anlage, Sachgesamtheit: Kirche St. Leonhard                                                                                    | weitere Fotos \| Fotos hochladen |
| 22407 Wikidata | Freesenkoog (54° 21′ 47″ N, 9° 4′ 17″ O)           | Eisenbahnbrücke über die Eider      | Alteintragung (Aktualisierung vorgesehen) Begründung: Alteintragung (Aktualisierung vorgesehen) Schutzumfang: Alteintragung (Aktualisierung vorgesehen) Denkmaltyp: Bauliche Anlage | BW                               |
| 4279           | Herrnhallig 12 (54° 23′ 19″ N, 9° 5′ 30″ O)        | Uthländisches Haus                  | Uthländisches Haus; Ende 18./1. H. 19. Jh.; eingeschossiger, traufständiger Backsteinbau unter reetgedecktem Walmdach, Wohnteil mit Spitzgiebel und scheitrechten Fenstern, Stallteil mit Gusseisenfenstern und Stalltür an der östlichen Schmalseite - Begründung: geschichtlich, Kulturlandschaft prägend - Schutzumfang: gesamtes Objekt - Denkmaltyp: Bauliche Anlage | BW                               |
| 4270           | Norddeich 11 (54° 24′ 36″ N, 9° 4′ 40″ O)          | Geesthardenhaus                     | Geesthardenhaus; ca. Ende 18./1. H. 19. Jh.; eingeschossiger, traufständiger Backsteinbau unter reetgedecktem Walmdach, Wirtschaftsteil mit Lootor und Spitzgiebel über der Stalltür, Wohnteil mit scheitrechten Fenstern.; von Gräben umzogene Warft - Begründung: geschichtlich, Kulturlandschaft prägend - Schutzumfang: Geesthardenhaus, Warft, Graben - Denkmaltyp: Bauliche Anlage | BW                               |
| 4281 Wikidata  | Riesbülldeich 1 (54° 23′ 57″ N, 9° 2′ 36″ O)       | Haubarg Riesbüllhof                 | Haubarg Riesbüllhof; im Kern 18. Jh., 1858 Wiederaufbau nach Brand und Wohnhaus-Neubau; eingeschossiger Walmdachbau mit südöstlich angesetztem Wohnteil, Einfahrten mit Giebelzwerchhäusern, Eingang mit Backengiebel und Ädikulaportal, Ziegelfassade; im Inneren historische Struktur und freistehender Vierkant - Begründung: geschichtlich, Kulturlandschaft prägend - Schutzumfang: Haubarg Riesbüllhof, Warft, Graben - Denkmaltyp: Bauliche Anlage, Sachgesamtheit: Haubarg Riesbüllhof | BW                               |
| 4284           | Süderdeich 4 (54° 22′ 37″ N, 9° 2′ 56″ O)          | Uthländisches Haus                  | Uthländisches Haus; 19. Jh.; eingeschossiger, traufständiger Backsteinbau unter reetgedecktem Schopfwalmdach, Südseite mit Zwerchhaus über dem Eingang in der Mittelachse, östlicher Hausteil ehem. Stallbereich - Begründung: geschichtlich, Kulturlandschaft prägend - Schutzumfang: Uthländisches Haus, Hausbäume - Denkmaltyp: Bauliche Anlage | BW                               |
| 45310 Wikidata | Ziegeleiweg 2 (54° 23′ 0″ N, 9° 2′ 32″ O)          | Gartenpavillon                      | Anfang 19. Jh.; südlich des Wohnhauses direkt am Graben gelegenes kleines Gartenhaus aus Holz mit reetgedecktem Walmdach mit weitem Dachüberstand, Balkon nach Süden und Holzsprossenfenstern - Begründung: geschichtlich, Kulturlandschaft prägend - Schutzumfang: gesamtes Objekt - Denkmaltyp: Bauliche Anlage, Sachgesamtheit: Staatshof | BW                               |

## Teile von baulichen Anlagen
| Objekt-ID | Lage                                   | Offizielle Bezeichnung     | Beschreibung | Bild |
| --------- | -------------------------------------- | -------------------------- | --- | ---- |
| 4268      | Dorfstraße (54° 23′ 14″ N, 9° 4′ 2″ O) | Giebel des ehem. Diakonats | Giebel des ehem. Diakonats; 1614; durch Gesimse in drei Geschosse gegliedertes Giebeldreieck aus Backstein, Ziergliederung mit gekuppelten Blendbögen über Konsolen, schmiedeeiserne Maueranker mit Jahreszahl - Begründung: geschichtlich, wissenschaftlich, Kulturlandschaft prägend - Schutzumfang: gesamtes Objekt - Denkmaltyp: Teil einer baulichen Anlage | BW   |

## Gründenkmale
| Objekt-ID      | Lage                                   | Offizielle Bezeichnung | Beschreibung | Bild |
| -------------- | -------------------------------------- | ---------------------- | --- | ---- |
| 19489 Wikidata | Dorfstraße (54° 23′ 13″ N, 9° 4′ 0″ O) | Kirchhof               | Alteintragung (Aktualisierung vorgesehen) - Begründung: geschichtlich, Kulturlandschaft prägend - Schutzumfang: Kirchhof, Grabmale bis 1870 - Denkmaltyp: Gründenkmal, Sachgesamtheit: Kirche St. Leonhard | BW   |

## Quelle
- Liste der Kulturdenkmale in Schleswig-Holstein – Kreis Nordfriesland (PDF)

- Karte mit allen Koordinaten:
- OSM |
- WikiMap